# 大雪山脈
大雪山脈（だいせつさんみゃく、簡体字: 大雪山、大雪山山脉、拼音: dà xuĕ shān、英語: Daxue Mountains）は中華人民共和国南西部の山脈。四川省西部の山脈の一つで、チベット高原の東を南北に走る褶曲山脈・横断山脈に属する。
大雪山脈のほとんどは四川省のカンゼ・チベット族自治州内にあり、南北方向へ数百kmにわたって伸びている。西には雅礱江（がろうこう）が、東には大渡河が険しい峡谷を刻みながら南へと流れている。二つとも長江の支流である。
最高峰は、山脈の南部にそびえるミニヤコンカ（貢嘎山）で、標高は7,556mに達する。ミニヤコンカの東および南には、大雪山脈より小さな大相嶺山脈（Daxiangling）および小相嶺山脈（Xiaoxiangling）が続いている。